# 科貝利亞基區

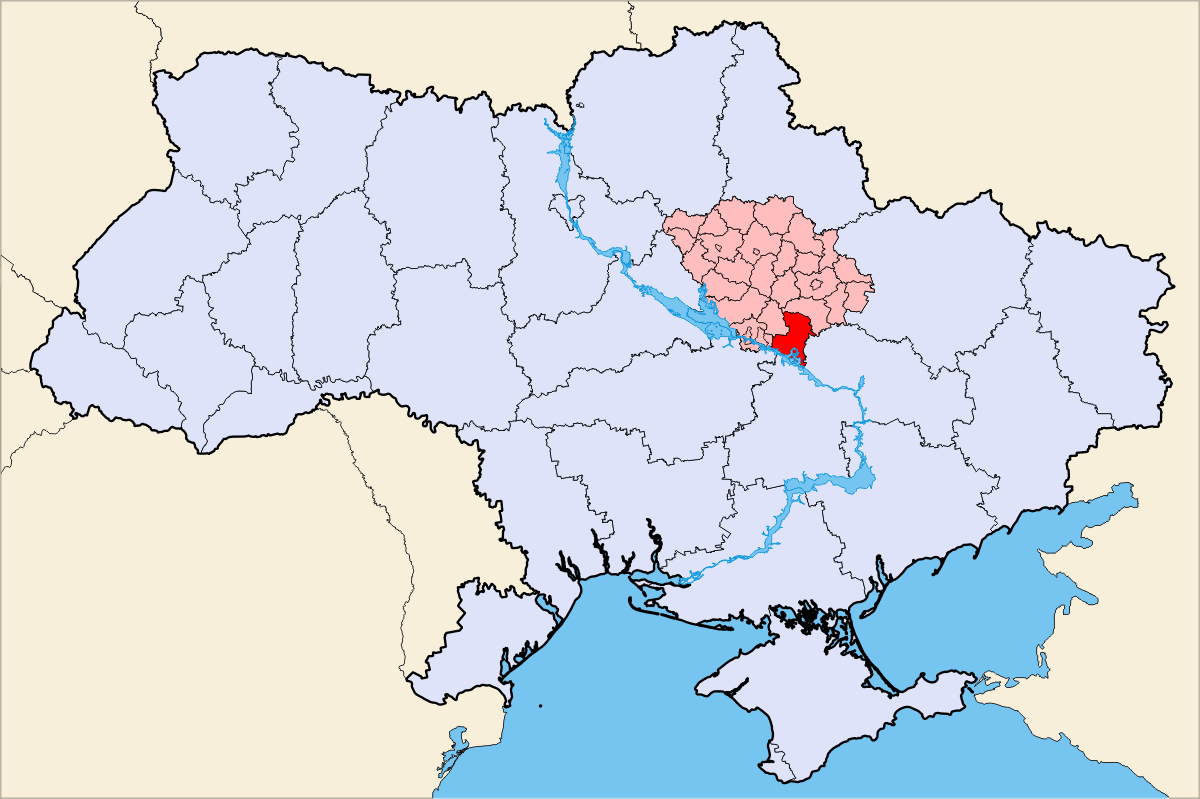
科貝利亞基區在波爾塔瓦州的位置

科貝利亞基區（烏克蘭語：Кобеляцький район）是位於烏克蘭中部波爾塔瓦州的舊區，区府为科貝利亞基，並於2020年被撤銷。該區面積1,823平方公里，2015年人口42,842，人口密度每平方公里23.5人。